# Mount Cornu
Mount Cornu är ett berg i Antarktis. Det ligger i Västantarktis. Argentina, Chile och Storbritannien gör anspråk på området. Toppen på Mount Cornu är 1 549 meter över havet, eller 837 meter över den omgivande terrängen. Bredden vid basen är 7,6 km.
Terrängen runt Mount Cornu är kuperad åt nordväst, men åt sydost är den bergig. Trakten är obefolkad. Det finns inga samhällen i närheten.